# We Don't Need Another Hero
«We Don’t Need Another Hero» (‘no necesitamos otro héroe’) es una canción compuesta por Graham Lyle y Terry Britten e interpretada por la cantante suiza Tina Turner. Fue también la canción principal de la película Mad Max Beyond Thunderdome (de 1985). Fue lanzada en la época de mayor reconocimiento de la cantante, poco después de la aparición de su canción más conocida, «Private dancer» (1984).
La letra es una reivindicación en contra de la guerra y la violencia. 
Hay dos versiones de la canción, una para la película y otra considerada la versión "oficial", utilizada en la radio y en la grabación original. La canción fue candidata al Globo de Oro por mejor canción original, así como al Grammy por mejor actuación vocal femenina de pop.
En 2023, la banda Ghost realiza un cover de la canción como parte de su EP Phantomime.

## Listas
| Lista (1985-1986)                      | Posición más alta |
| -------------------------------------- | ----------------- |
| Australia (Kent Music Report)          | 1                 |
| Austria (Ö3 Austria Top 40)            | 2                 |
| Bélgica (Flandes) (Ultratop 50)        | 3                 |
| Denmark (Hitlisten)                    | 2                 |
| Finland (Suomen virallinen lista)      | 2                 |
| Francia (SNEP)                         | 3                 |
| Alemania (Offizielle Deutsche Charts)  | 1                 |
| Irlanda (IRMA)                         | 2                 |
| Países Bajos (Dutch Top 40)            | 7                 |
| Nueva Zelanda (Recorded Music NZ)      | 2                 |
| Noruega (VG-lista)                     | 2                 |
| Spain (PROMUSICAE)                     | 1                 |
| Suecia (Sverigetopplistan)             | 4                 |
| Suiza (Schweizer Hitparade)            | 1                 |
| Reino Unido (Official Charts Company)  | 3                 |
| Estados Unidos (Billboard Hot 100)     | 2                 |
| Estados Unidos (Adult Contemporary)    | 3                 |
| Estados Unidos (Hot Dance Club Songs)  | 23                |
| Estados Unidos (Hot R&B/Hip-Hop Songs) | 3                 |
| Estados Unidos (Mainstream Rock)       | 29                |

| Lista (2022)                     | Posición más alta |
| -------------------------------- | ----------------- |
| Polonia (Polish Airplay Top 100) | 90                |

| List (1985)                          | Posición más alta |
| ------------------------------------ | ----------------- |
| Australia (Kent Music Report)        | 20                |
| Austria (Ö3 Austria Top 40)          | 11                |
| Belgium (Ultratop 50 Flanders)       | 10                |
| Canada Top Singles (RPM)             | 12                |
| Germany (Official German Charts)     | 6                 |
| Netherlands (Dutch Top 40)           | 31                |
| New Zealand (Recorded Music NZ)      | 24                |
| Norway Summer Period (VG-lista)      | 2                 |
| Spain (PROMUSICAE)                   | 14                |
| Swiss Albums (Schweizer Hitparade)   | 6                 |
| UK Singles (Official Charts Company) | 43                |
| US Billboard Hot 100                 | 57                |
| US Adult Contemporary (Billboard)    | 26                |
| US Hot R&B/Hip-Hop Songs (Billboard) | 49                |